# Alkon (Sohn des Erechtheus)
Alkon, lateinisch auch Alcon (altgriechisch Ἄλκων Álkōn) ist in der griechischen Mythologie der Vater des Argonauten Phaleros.  Hesiod rechnet den Phaleros in seinem Epyllion Schild des Herakles zu den Lapithen, wodurch auch für Alkon ein Lapithe herauskäme. Nach der attischen Genealogie ist er der Sohn des Erechtheus.
Berühmt ist Alkon wegen seiner ausgezeichneten Fähigkeiten im Bogenschießen. So soll er seinen Sohn Phaleros, als dieser von einer Schlange angegriffen wurde, gerettet haben, indem er durch einen präzise gezielten Pfeil die Schlange tötete, ohne aber dabei seinen Sohn zu verletzen.
Außerdem konnte Alkon laut Servius unter anderem einen Pfeil spalten, der auf einer Lanze in die Höhe gehalten wurde. Allerdings war der Alkon des Servius ein Kreter und Begleiter des Herakles.
In einer anderen Quelle wird davon berichtet, wie Alkon zusammen mit seiner Tochter Chalkiope (oder Chalkippe) nach Euböa flieht und trotz der Forderung seines Vaters nicht ausgeliefert wird. Im Dictionary of Greek and Roman Biography and Mythology von William Smith wird diese Episode jedoch seinem Sohn Phaleros zugeschrieben. Dennoch wird anhand dieser Geschichte die Verbindung Attikas zu Chalkis deutlich.
In der chalkidischen Mythologie ist Alkon der Sohn des Abas, des Stammvaters der Abanten. In einer anderen Darstellung ist Alkon der Vater des Abas. Abas wird aber auch manchmal als ein Nachkomme des Kekrops dargestellt.
Der Althistoriker Johannes Toepffer sieht in diesen Verzweigungen eine Bestätigung für frühe intensive und manchmal auch konfliktreiche Beziehungen zwischen den Bewohnern Attikas und Chalkis.